# NOW Clubbing 1
NOW Clubbing 1 er et dansk opsamlingsalbum udgivet 1. juni 2003 af NOW Music. 

## Spor
1. Daniel Bedingfield: "If You're Not The One" (Metro Mix Radio Edit)
2. The Rasmus: "In The Shadows" (PhatZoo & Vecorta Radio Edit)
3. Laze: "Steppin' Out" (Radio Version)
4. Musikk: "Get Serious 2003" (Oldskool 124 bpm House Mix Now Edit )
5. Tim DeLuxe: "Less Talk More Action" (Radio Edit)
6. Trust & Fletch: "Good Good Loving" (Radio Edit)
7. In-Grid: "In-Tango" (In-Piano Extended)
8. Moloko: "Forever More" (Francois Kevorkian Radio)
9. Andrea Doria: "Bucci Bag" (FM Edit)
10. Saffron Hill feat. Ben Onono: "My Love Is Always" (Radio Edit)
11. Panjabi MC: "Jogi" (Radio)
12. Gabry Ponte: "Geordie" (Londonbridge RMX Fm Cut)
13. Saphire: "There's Someone Watching" (Radio Mix)
14. Lee-Cabrera: "Shake It (No Te Muevas Tanto)" (Edit)
15. 4Strings: "Let It Rain" (Radio Edit)
16. Kate Ryan: "Scream For More" (Radio Edit)
17. Scooter: "The Night" (Radio Edit)
18. Benny Benassi pres. The Biz: "Satisfaction" (Isak Original)
19. Beam vs. Cyrus feat. MC Hammer: "U Can't Touch This" (Beam vs. Cyrus Radio Mix)